# Saxifraga williamsii
Saxifraga williamsii är en stenbräckeväxtart som beskrevs av H. Sm.. Saxifraga williamsii ingår i Bräckesläktet som ingår i familjen stenbräckeväxter. Inga underarter finns listade i Catalogue of Life.